# Capucine
Capucine (6. ledna 1928, Toulon, Francie – 17. března 1990, Lausanne, Švýcarsko), vlastním jménem Germaine Hélène Irène Lefebvre, byla francouzská herečka a modelka.

## Život
Capucine studovala na jazykové škole, kterou ukončila bakalářským titulem. Jako modelka pracovala od sedmnácti let, kdy si jí všiml při projížďce kočárem jeden fotograf. Capucine získala uplatnění v modelových domech (Cristian Dior a Givenchy).
Jejím prvním filmem byl snímek Červencová schůzka (Rendez-vous de julliet, 1949). Během natáčení filmu Červencová schůzka se potkala s hercem Pierrem Traubaudem, kterého si vzala v roce 1950, avšak jejich manželství skončilo po šesti měsících rozvodem.
Jejím známým filmem je krimi-komedie Růžový panter. Mezi další filmy, ve kterých hrála, patří například Co je nového, kočičko?, Hrnec medu, Aphrodite nebo Krvavé slunce.
Capucine svůj život ukončila dobrovolně v roce 1990 skokem z okna svého bytu v Lausanne ve Švýcarsku.

## Film
- 1960 Píseň bez konce: Příběh Franze Liszta (Song Without End, USA) – role: princezna Carolyne Elisabeth kněžna zu Sayn-Wittgenstein-Berleburg-Ludwigsburg
- 1963 Růžový panter (The Pink Panther, USA) – role: Simone Clouseau
- 1965 Co je nového, kočičko? (What's New Pussycat?, USA) – role: Renée Lefebvre